# Pulau (Banyuasin III)
Pulau is een bestuurslaag in het regentschap Banyuasin van de provincie Zuid-Sumatra, Indonesië. Pulau telt 6644 inwoners (volkstelling 2010).